# Newcrest Mining
Newcrest Mining Limited er et australsk guldmineselskab med hovedkvarter i Melbourne. De er engageret efterforskning, udvikling, minedrift af guld og guld-kobber koncentrat. Virksomheden blev oprettet i 1966 som et datterselskab til Newmont Mining Corporation. De har miner i Australien, Papua Ny Guinea, Elfenbenskysten og Indonesien.